# Javier Clemente
Javier Clemente Lazaro, španski nogometaš in trener, * 12. marec 1950, Barakaldo, Vizcaya, Španija.
Trenutno je trener libijske nogometne reprezentance.  